# FK Sibir Nowosibirsk
Der FK Sibir (russisch Футбольный Клуб «Сибирь», wiss. Transliteration Futbol'nyj Klub «Sibir'»), im deutschsprachigen Raum bekannt als Sibir Nowosibirsk, war ein russischer Fußballverein aus Nowosibirsk.

## Geschichte

### Namensänderungen
Der Verein erlebte – wie viele Vereine der ehemaligen Sowjetunion – einige Namenswechsel.
- Burewestnik (1936–1937, „Sturmvogel“)
- Krylja Sowetow (1938–1956, „Flügel der Sowjets“)
- Sibselmasch (1957–1965, „Sibirisches Landmaschinenwerk“)
- SETM (1970, Sibelektrotjaschmasch, „Sibirisches Elektro-Schwermaschinenwerk“)
- Dserschinez (1971, benannt nach Felix Dserschinski)
- Tschkalowez (1972–1991, benannt nach Waleri Tschkalow)
- Tschkalowez-FoKuMiS (1992)
- Tschkalowez (1993–1999)
- Tschkalowez-1936 (2000–2005)
- Sibir (2006–2019, „Sibirien“)

### Sowjetunion
Der Verein wurde im Jahr 1936 gegründet. Nowosibirsk spielte 1937 in Gruppe E der sowjetischen Liga, von 1946 bis 1947 in der zweiten und dritten Gruppe und von 1964 bis 1991 in der zweiten und dritten sowjetischen Liga.

### Russland
Nach dem Zusammenbruch der Sowjetunion startete der Verein 1992 unter dem damaligen Namen Tschkalowez-FoKuMiS in der neu gegründeten Ersten Liga (zweithöchste Liga). Aufgrund einer Reduzierung der Mannschaften stieg der Verein zwei Jahre später in die Zweite Liga (dritthöchste Liga) ab, schaffte aber den sofortigen Wiederaufstieg. Nach weiteren zwei Jahren stieg Nowosibirsk erneut in die dritthöchste Liga ab.
Im Jahr 2000 fusionierte der Verein mit Olimpik Nowosibirsk und startete unter dem neuen Namen Tschkalowez-1936 in der Amateurliga. Nach einer Saison gelang der Wiederaufstieg in die zweite Division und 2004 sogar der Aufstieg zurück in die erste Division.
Seit der Saison 2006 trug der Club den Vereinsnamen FK Sibir. In der Saison 2007 verpasste FK Sibir mit dem dritten Platz nur knapp den Aufstieg in die Premjer-Liga. Die Saison 2009 beendete das Team auf dem zweiten Tabellenplatz und schaffte somit den erstmaligen Aufstieg in die russische Eliteklasse. Durch den Finaleinzug im Russischen Pokal der Saison 2009/10 qualifizierte sich Sibir erstmals in der Vereinsgeschichte für die UEFA Europa League, da sich der Sieger des Finales Zenit St. Petersburg für die UEFA Champions League qualifiziert hatte. In der Saison 2010 belegte die Mannschaft den letzten Tabellenplatz und stieg somit in das zweitklassige Perwenstwo FNL ab. Nach dem Abstieg aus der zweithöchsten Liga in der Saison 2018/19 stellte der FK Sibir den Spielbetrieb ein.

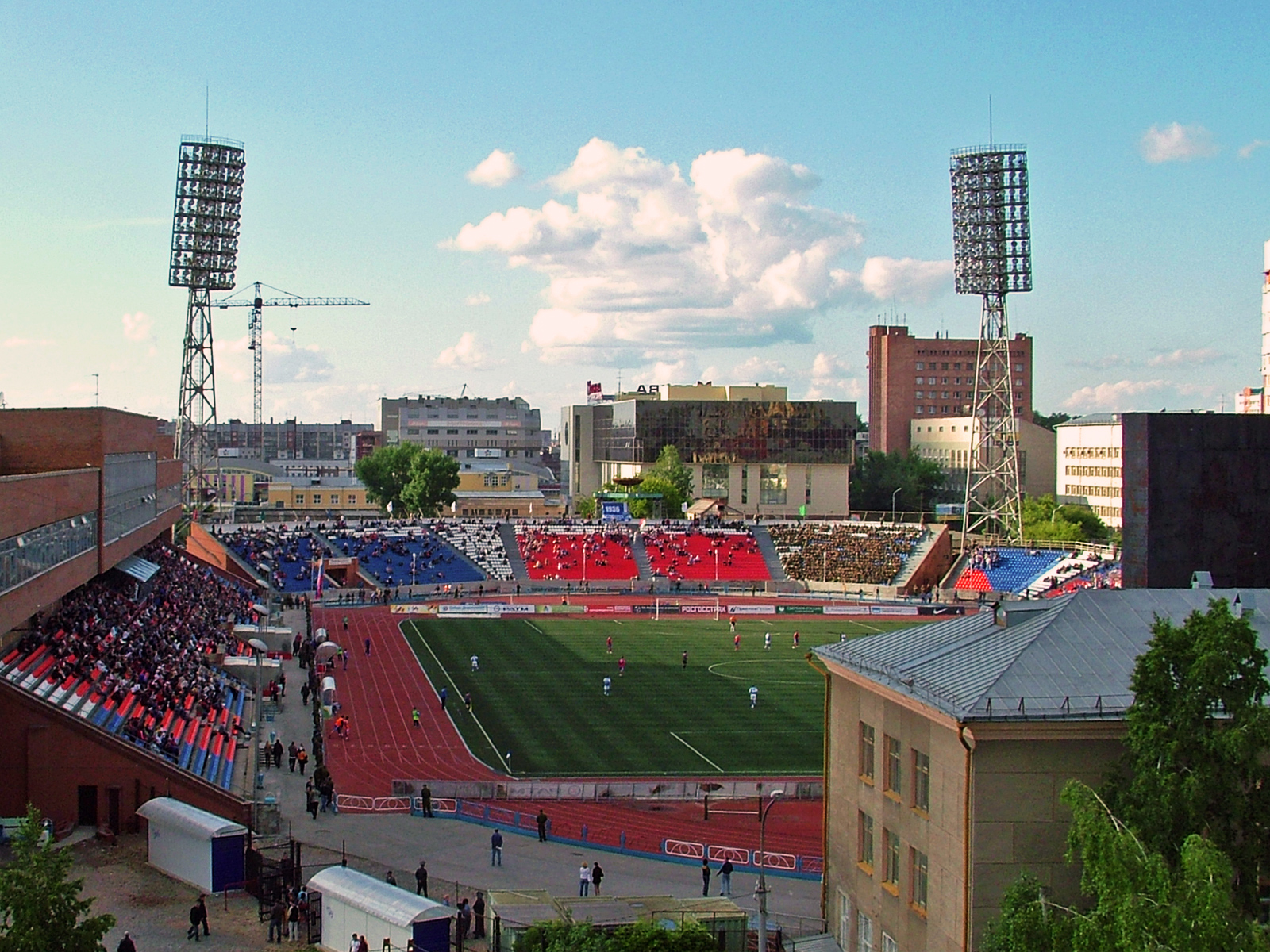
Spartak-Stadion

## Stadion
Der Verein trug seine Heimspiele im 12.567 Zuschauer fassenden Spartak-Stadion aus, das 1927 eröffnet wurde.

## Europapokalbilanz
| Saison  | Wettbewerb         | Runde                  | Gegner           | Gesamt    | Hin     | Rück    |
| ------- | ------------------ | ---------------------- | ---------------- | --------- | ------- | ------- |
| 2010/11 | UEFA Europa League | 3. Qualifikationsrunde | Apollon Limassol | (a)2:2(a) | 1:0 (H) | 1:2 (A) |
| 2010/11 | UEFA Europa League | Play-offs              | PSV Eindhoven    | 1:5       | 1:0 (H) | 0:5 (A) |

Gesamtbilanz: 4 Spiele, 2 Siege, 2 Niederlagen, 3:7 Tore (Tordifferenz −4)

## Bekannte ehemalige Spieler
| Russland - Dmitri Borodin - Sergei Gorlukowitsch - Alexei Medwedew - Renat Sabitow - Sergei Tscheptschugow - Juri Sjomin | GUS und ehemalige Sowjetunion - Irakli Logua - Arūnas Klimavičius - Robertas Poškus - Serghei Cleșcenco - Henads Blisnjuk - Aljaksandr Kultschy | Europa - Bartłomiej Grzelak - Wojciech Kowalewski - Nenad Erić - Tomáš Čížek - Martin Horák - Tomáš Vychodil | Amerika - Nivaldo - Roger Cañas |

## Bekannte ehemalige Trainer
- Alex Miller
- Waleri Schmarow
- Sergei Juran
- Dariusz Kubicki